# Distrito de Guadalupe
El distrito de Guadalupe es uno de los cinco que conforman la provincia de Pacasmayo, ubicada en el departamento de La Libertad en el Norte del Perú.  
Limita por el norte con Pueblo Nuevo y Pacanga (Provincia de Chepén), por el sur con Jequetepeque y San José (Provincia de Pacasmayo), por el este con el Departamento de Cajamarca y por el oeste con el Océano Pacífico.  
Desde el punto de vista jerárquico de la Iglesia Católica forma parte de la Arquidiócesis de Trujillo.
El nombre que conocemos hasta hoy proviene de una réplica de la imagen de la Virgen de Guadalupe traída desde Extremadura (España);  la cual desembarco en el puerto de Chérrepe, a mediados del siglo XXI, a manos del comandante español Francisco Pérez de Lezcano, quien junto a su esposa Luisa de Mendoza trajeron la réplica de la imágen al Perú, la imagen fue donada por está última (Luisa de Mendoza) en 1564 a los monjes agustinos, los cuales establecieron su convento en el paraje de Anlape, pero un devastador terremoto ocurrido en 1619 (Del cual aún existen ruinas) obligo a cambiar de locación a dónde se ubica actualmente. Con el pasar del tiempo, la peregrinación creció por toda la región, hasta convertirse en la mayor de toda la región, lo que provocó el eventual cambio del nombre a Villa Guadalupe, a la evocana Localidad Extremeña.

## Geografía
Tiene una extensión de 165,37 km². Se encuentra a 126 km al norte de Trujillo. Está a 92 metros sobre el nivel del mar y al llegar se puede observar desde lejos a la Virgen de Guadalupe en la cima del cerro.

### Centros poblados
- Ciudad de Guadalupe(Capital distrital)
- Ciudad de Dios
- Pakatnamù
- Limoncarro
- Villa San Isidro
- Mariscal Castilla
- La Calera
- Seman
- Jorge Chávez
- Anexo La Pampilla

Urbanizaciones:
- 15 de abril
- El Molino
- Las Malvinas y Marinuñez
- Anlape
- Los Modulos
- Sixto Balarezo
- Cafetal 1, 2, 3
- Rodolfo Gonzales Aguinaga (Las Garzas)
- Tomas Lafora y Guzman
- Pueblo Joven San Jose
- Huaquillas
- San Agustin
- Tambo Real
- Talla

Es una localidad de la costa norte peruana ubicada en el distrito de Guadalupe, provincia de Pacasmayo, de la Región La Libertad. La ciudad forma parte del valle agrícola de Jequetepeque.
Geografía
Se encuentra en la costa norte peruana ubicada a unos a 120 km al norte de la ciudad de Trujillo, a unas 2 horas de viaje en autobús. Es una ciudad cálida en el valle del río Jequetepeque de la Región La Libertad, uno de los mayores productores de arroz en el país.
Coordenadas
7°18'17.6"S 79°28'35.9"W a 35 msnm

## Gobierno distrital
El Gobierno distrital de Guadalupe tiene una tradición de gestión democrática de alternancia.

## Autoridades

### Municipales
- 2011 - 2014[2]** Alcalde:  Wander Mora Costilla, del Partido Alianza para el Progreso (APP).
  - Regidores: Eriberto yengle Ruíz(APP), Josué Vallejos Vásquez(APP), Luis Manrique Bazán Hernández(APP), Katherin Castañeda Mora(APP), Jorge Luis Hernández Cabos (K),  Víctor Crispín Vílchez(Partido Aprista Peruano).[3]
- 2015 - 2018
  - Alcalde: Wander Mora Costilla, Partido Alianza Para El Progreso.
- 2019-2022
  - Alcalde: Benjamín Banda
- 2019-2022
  - Alcalde: Juan Alberto Castañeda Llanos

### Policiales
- Comisario: PNP.

### Religiosas
- Arquidiócesis de Trujillo[4]
  - Arzobispo de Trujillo: Monseñor Héctor Miguel Cabrejos Vidarte, OFM.[5]

## Símbolos

### Bandera
Fue reconocida oficialmente por decreto de alcaldía N° 030-92CDG, del 15 de julio de 1992.
La bandera de Guadalupe consta de 6 partes:
- 5 franjas horizontales y el escudo de la ciudad que viene a ser la parte número 6: una de color azul en la parte superior siendo su ancho un tercio del ancho de la bandera, una de color verde en la parte inferior también de ancho un tercio del ancho de la bandera y al centro en el tercio restante va una franja de color rojo que es bordeada en la parte superior e inferior por dos franjas blancas cuyos anchos son la séptima parte de este espacio.

- Los colores de la bandera representan:
  - El azul : la devoción Mariana de Guadalupe.
  - El rojo : el sacrificio de nuestros héroes guadalupanos: Justo Albujar, Fernando Albujar y Manuel Guarniz.
  - El verde : la actividad agrícola y la fertilidad de las tierras de nuestro pueblo.
  - El blanco : el espíritu de la paz de nuestro pueblo y su carácter hospitalario.

La bandera de Guadalupe fue creada por Julio Gálvez Abanto.

### Escudo
Reconocido oficialmente por decreto de alcaldía N° 010-91-DG.
El escudo tiene el blasón (Escudo) de Francisco Pérez de Lezcano, lleva en la parte superior el nombre de Guadalupe con tipografía antigua, un poco más abajo una corona color de oro, alrededor un manto desplegado de color azul bordeado con flecos color oro y en la parte posterior de plata, lo flaquean en derecha e izquierda dos Manu Rak en color negro y en la parte inferior presenta una banda blanca donde va contenida la fecha de fundación de Guadalupe y la frase "Hombres de Fé".
El diseño de el Escudo de Guadalupe fue realizado por el arquitecto guadalupano Roberto Lostaunau Flores.

### Himno
Reconocido oficialmente por decreto de alcaldía N° 051-91CDG.
El himno a Guadalupe hace una remembranza de lo más significativo, valioso y querido de este pueblo.
Ensalza las fértiles tierras del valle, recuerda sus antepasados, evoca la fe en la Virgen de Guadalupe, inspira el valor de sus héroes Justo, Fernando Albujar y Manuel Guarniz y del espíritu solidario del filántropo Tomás Lafora.

## Cultura
En el distrito se encuentra el sitio arqueológico de Farfán, sitio ocupado por las culturas lambayeque, chimú e inca.

### Centro formador del Caballo de Paso
Esta histórica tierra de hombres diestros y dedicados a la faena agrícola fue uno de los ejes de la formación evolutiva del caballo peruano de paso. El paso del tiempo y el desconocimiento ha hecho que se olvide o se soslaye la contribución de Guadalupe en la evolución de nuestra raza caballar.
Basta mencionar algunas glorias y personajes legendarios de cuna o residencia guadalupana para reconocer su gravitación nacional en la esfera equina. Entre ellos figura don José Bernardo Goyburu Rázuri. Al respecto el costumbrista José Vicente Rázuri resalta: "Guadalupe es la meca de la crianza del caballo de paso".... Muchos ejemplares fueron llevados a diferentes países como por ejm Ecuador, Panamá. Y en Lima, quien más deslumbró por la exhibición de arrogantes caballos, fue don José Bernardo Goyburu, que con excelentes chalanes, como Pedro Aranda, Juan Soltero y Francisco Reaño "Trinche", conquistaba los más trepidantes aplausos".
Don Federico de La Torre Ugarte es la gloría más reconocida oficialmente en las páginas de la historia. Fue fundador de la Asociación de Criadores y Propietarios de Caballos Peruanos de paso y ostenta el título de Presidente Honorario Vitalicio de la mencionada asociación.
Entre los chalanes de estirpe guadalupana, además del legendario Pedro Aranda, brilla sobre su brioso corcel Ricardo Soltero, un genio y maestro, para muchos el mejor chalán de la historia.
Mucho antes de que aparecieran los concursos oficiales, la famosa Feria de Guadalupe, era el centro de exhibición y comercialización de caballos de paso, de finos aperos, pellones, ponvhos. Esta galana ciudad era el centro de concentración de los más entendidos criadores y aficionados. Esta fina raza y noble tradición, tiene en Guadalupe y en sus eximios cultores uno de los más impresionantes formadores de la estampa, la contextura, el brillo y el paso llano que hoy se admira en otros países del mundo.
|  |
|  |

|  |
|  |

|  |
|  |

|                                         |
| Vista de una zona agrícola de Guadalupe |

|                       |
| Atardecer guadalupano |

|                      |
| Iglesia de Guadalupe |

|                                   |
| Vista Hacia El Cerro De La Virgen |

|                     |
| Virgen De Guadalupe |